# Ultracoelostoma assimile
Ultracoelostoma assimile är en insektsart som först beskrevs av William Miles Maskell 1890.  Ultracoelostoma assimile ingår i släktet Ultracoelostoma och familjen pärlsköldlöss. Inga underarter finns listade i Catalogue of Life.